# The New Paper

The New Paper est un journal singapourien rédigé en anglais. En 2010, il jouit du deuxième plus gros tirage de Singapour parmi les journaux rédigés en anglais. Il a été fondé le 26 juillet 1988 par Singapore Press Holdings. En 2010, son tirage quotidien est d'environ 110 000 copies.